# Astrid Heidecke
Astrid Heidecke (* 14. September 1959) ist eine ehemalige deutsche Fußballspielerin.

## Karriere
Heidecke trat der 1977 gegründeten Damenmannschaft des Athletik-Ballspiel-Clubs in der Gemeinde Wesseln im Kreis Dithmarschen in Schleswig-Holstein bei.
Im Verlauf ihrer Torhüter-Karriere kam sie mehrfach in der Auswahlmannschaft des Schleswig-Holsteinischen Fußballverbandes zum Einsatz und debütierte gar in der A-Nationalmannschaft. In ihrem einzigen Länderspiel am 21. November 1984 in Waalwijk beim 1:1-Remis im Testspiel gegen die Nationalmannschaft der Niederlande wurde sie zur zweiten Halbzeit für Marion Isbert beim Stand von 0:1 eingewechselt.

## Erfolge
- 1 Länderspiel für die A-Nationalmannschaft 1984